# Lepidopsallus nyssae
Lepidopsallus nyssae är en insektsart som beskrevs av Johnston 1930. Lepidopsallus nyssae ingår i släktet Lepidopsallus och familjen ängsskinnbaggar. Inga underarter finns listade i Catalogue of Life.